# Thelonious
Thelonious was een jazzcafé aan de Lijnbaan in Rotterdam. Het café ontstond in 1985 toen het pand van voormalig jazzpodium Mephisto werd gekraakt en vervolgens als jazzcafé Theolonious werd uitgebaat.
In 1988 kwam het podium in geldproblemen. Pogingen om de problemen op te lossen, strandden toen de subsidie door de Rotterdamse Kunststichting werd stopgezet. Op 1 april 1989 opende Thelonious weer de deuren, nadat een nieuwe stichting de exploitatie van het podium op zich nam en er nieuwe afspraken waren gemaakt met de Rotterdamse Kunststichting.
In november 1992 verhuisde Thelonious van de Lijnbaan naar de Witte de Withstraat. In het oude pand aan de Lijnbaan kwam een nieuwe pachter, die echter de oude naam van het café, Thelonious, handhaafde. Dit leidde tot rechtszaken met het jazzpodium. Uiteindelijk besloot de rechter dat de naam Thelonious niet meer voor de oude locatie gebruikt mocht worden, maar alleen op de Witte de Withstraat van toepassing was.
Het jazzpodium kwam door de rechtszaak in financiële moeilijkheden en moest in september 1993 de programmering stopzetten. Door het gebrek aan activiteiten zegde de eigenaar van het pand het vertrouwen in het podium op, waarna de Rotterdamse Kunststichting de subsidie stopzette. In december 1993 ging het jazzpodium failliet.